# Banksia serrata

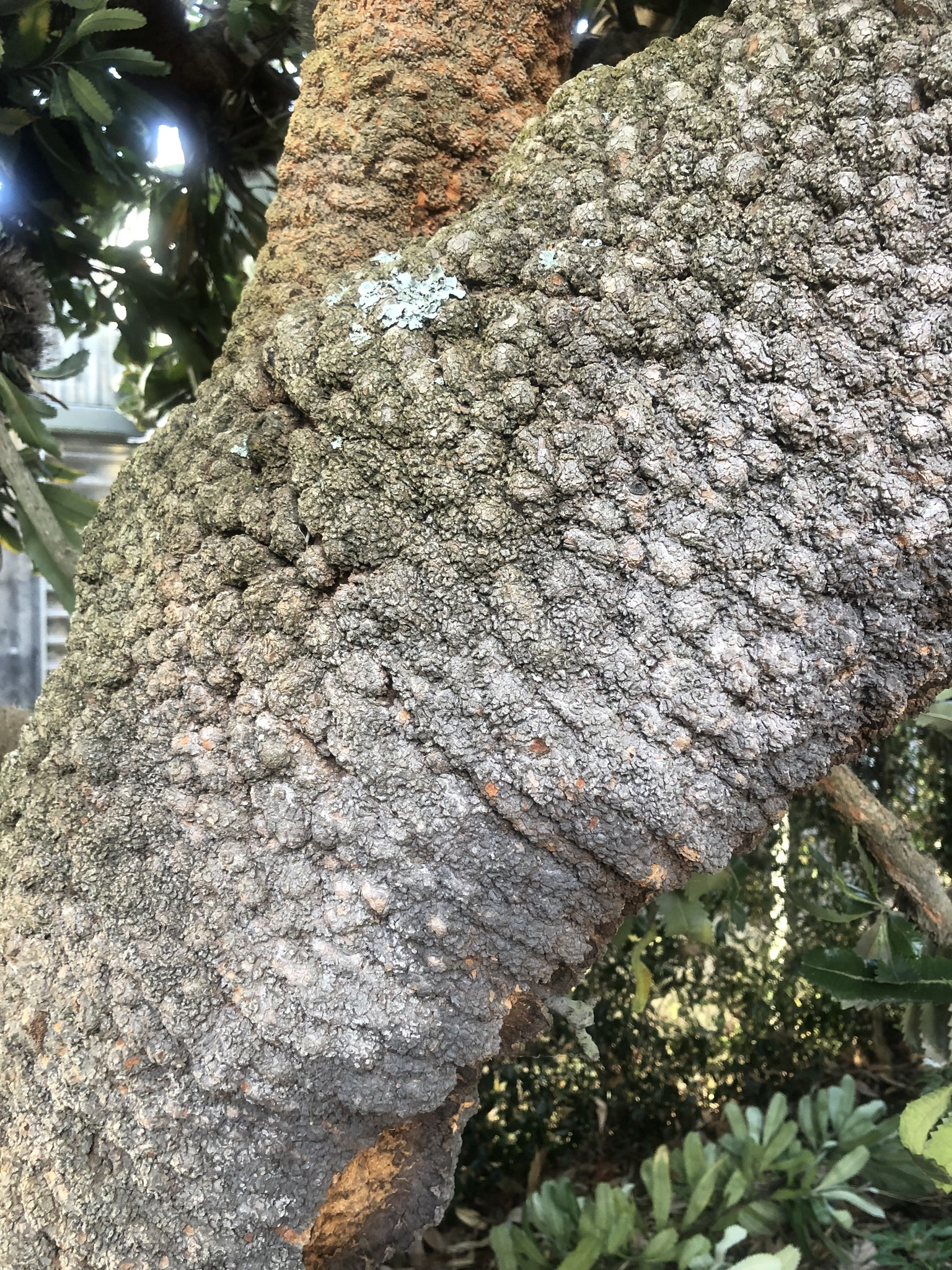
Casca.

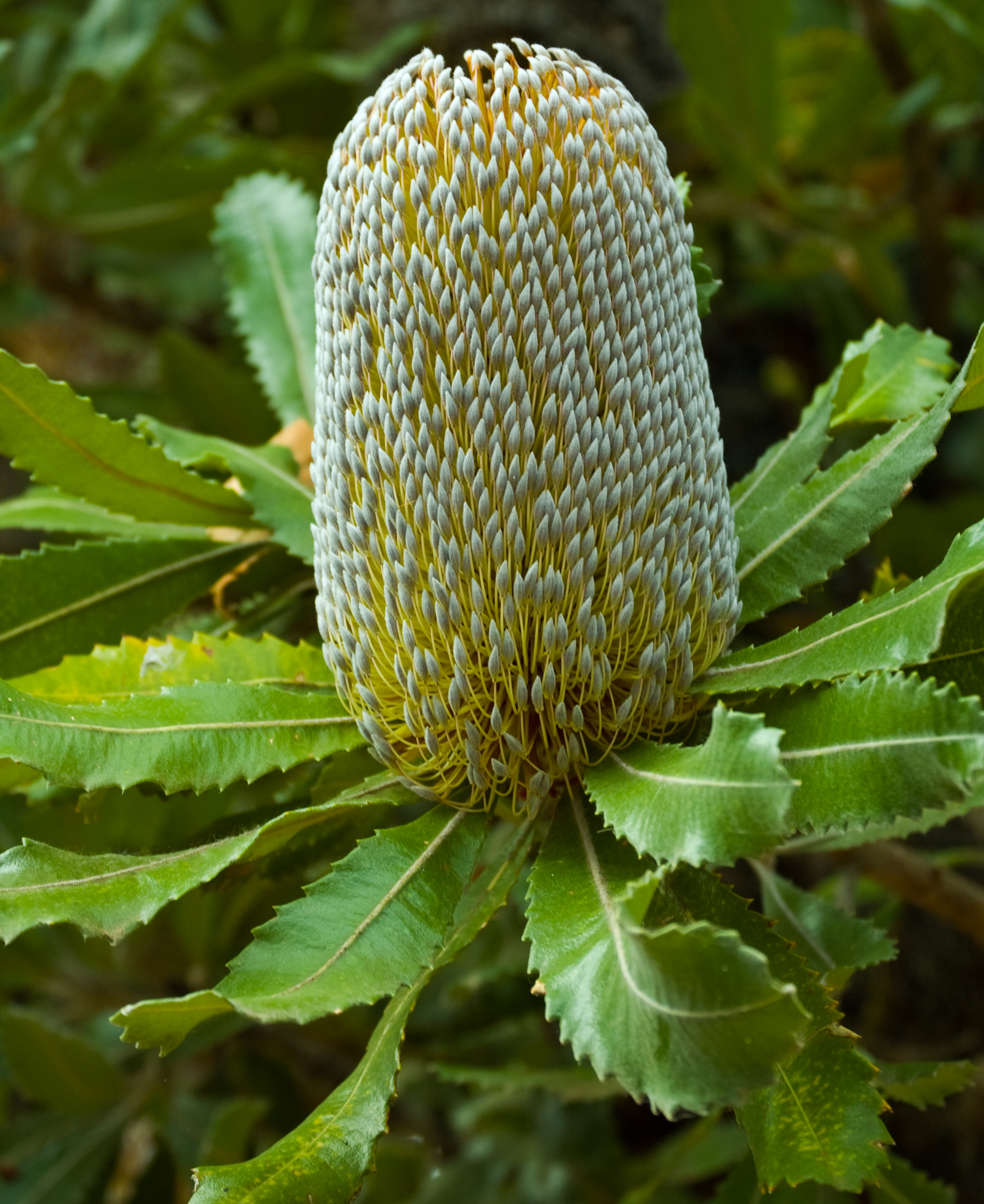
Flores na fase final do gomo, antes da abertura das flores.

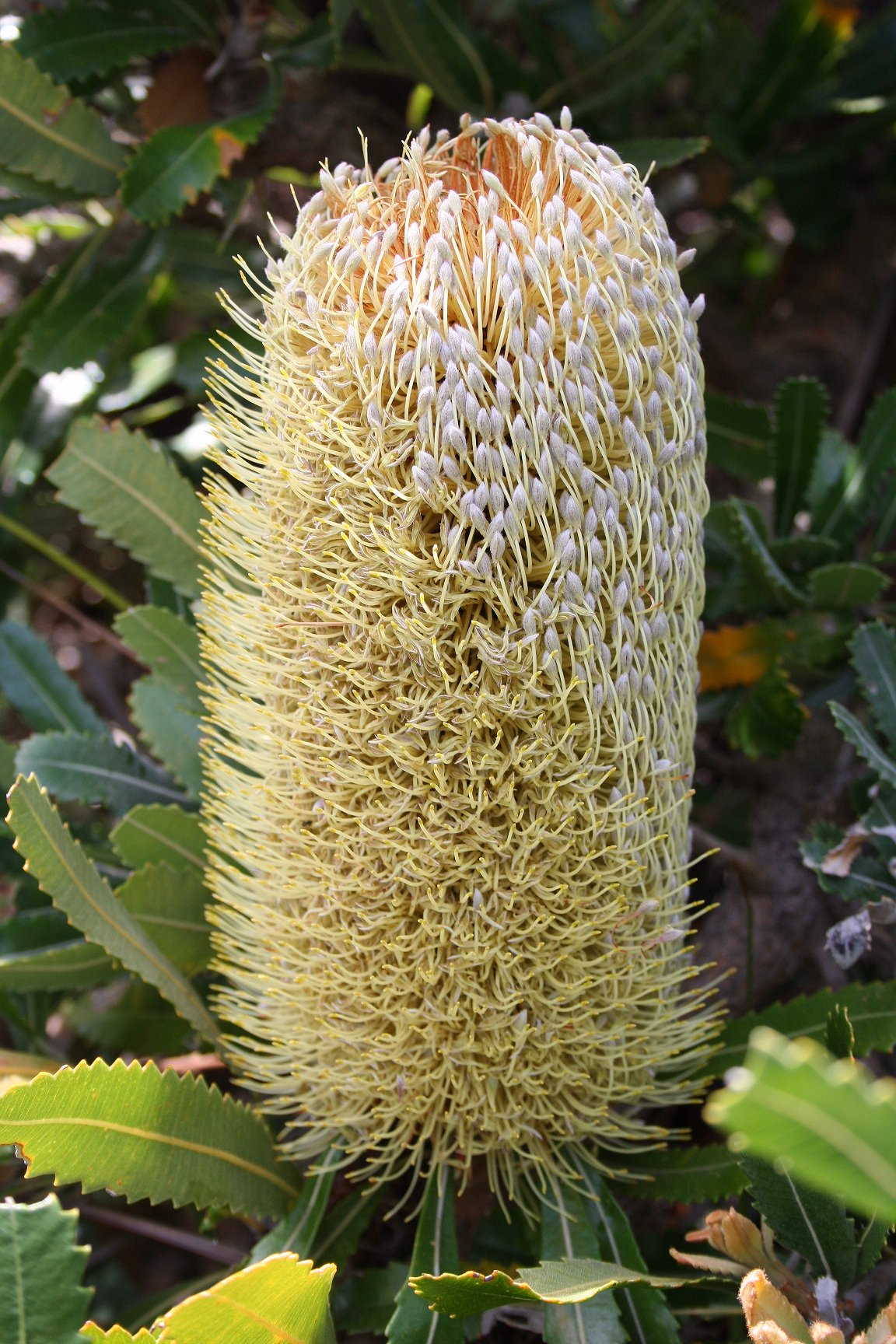
Espiga de flor em antese - flores abertas na parte inferior da espiga (amarelo-acinzentado) e não abertas na parte superior (creme).

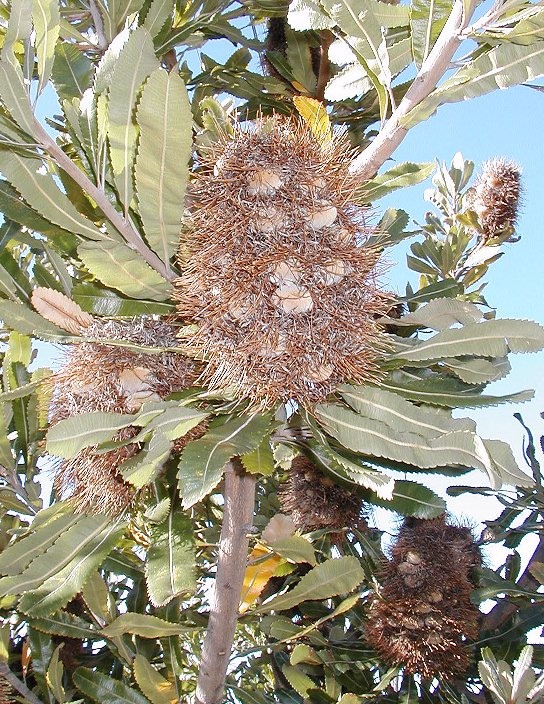
Cone antigo com grandes folículos lenhosos.

A Banksia serrata é uma espécie de arbusto ou árvore lenhosa do gênero Banksia, da família Proteaceae. Nativa da costa leste da Austrália, ela é encontrada de Queensland a Victoria, com populações periféricas na Tasmânia e na Ilha Flinders. Geralmente cresce como uma árvore nodosa de até 16 m de altura, mas pode ser muito menor em áreas mais expostas. Essa espécie de Banksia tem casca cinza enrugada, folhas serrilhadas verde-escuras brilhantes e grandes espigas de flores amarelas ou amarelo-acinzentadas que aparecem no verão. As hastes de flores, ou inflorescências, tornam-se cinzentas à medida que envelhecem e as flores polinizadas se desenvolvem em vagens de sementes grandes, cinzentas e lenhosas chamadas folículos.
A B. serrata é uma das quatro espécies originais de Banksia coletadas por Sir Joseph Banks em 1770 e uma das quatro espécies publicadas em 1782 como parte da descrição original do gênero feita por Carl von Linné. Não há variedades reconhecidas, embora esteja intimamente relacionada à Banksia aemula. Em toda a sua área de distribuição, ela cresce exclusivamente em solo arenoso e geralmente é a planta dominante em matagais ou bosques. A B. serrata é polinizada e fornece alimento para uma grande variedade de animais vertebrados e invertebrados nos meses de outono e inverno, além de ser uma importante fonte de alimento para os melifagídeos. É uma planta comum em parques e jardins.

## Descrição
A Banksia serrata geralmente cresce como uma árvore nodosa e disforme de até 16 m de altura, embora em alguns habitats costeiros cresça como um arbusto de 1 a 3 m e, em penhascos costeiros expostos, tenha sido registrada até mesmo como um arbusto prostrado. Como árvore, geralmente tem um tronco único e robusto com casca cinza nodosa de até 3 cm de espessura. Os troncos geralmente são pretos devido a incêndios florestais anteriores e exsudam uma seiva vermelha quando feridos. O crescimento novo aparece na primavera, no verão e no outono. Os novos ramos são "peludos" e permanecem assim por dois a três anos. As folhas geralmente ficam amontoadas na extremidade superior dos galhos, dando ao dossel uma aparência fina e esparsa. As folhas propriamente ditas são verde-escuras e brilhantes na parte superior e verde-claras na parte inferior, com 7 a 20 cm - raramente até 26 cm - de comprimento por 2 a 4 cm - raramente até 4,5 cm - de largura, e com formato oblongo ou em forma de ovo. As margens das folhas são serrilhadas, exceto perto da base, com lóbulos de 1 a 3 mm de profundidade.
As hastes de flores cilíndricas, ou inflorescências, crescem das extremidades dos ramos de 1 a 2 anos de idade e têm folhas em sua base. As hastes geralmente têm de 9 a 12 cm de largura, com centenas de flores individuais que surgem de um eixo lenhoso ereto. O eixo lenhoso tem de 7 a 15 cm de altura e de 0,9 a 1 cm de largura. As flores são de cor cinza-creme com gineceus cor de creme. As hastes de flores antigas se desenvolvem em “cones” que consistem em até trinta folículos que se desenvolvem a partir das flores que foram polinizadas. As partes velhas e murchas das flores permanecem nos cones, dando-lhes uma aparência "peluda". Cada folículo tem formato oval, textura enrugada, é coberto por pelos finos e tem 2,5- a 3,5 cm de comprimento, 2,0 a 2,5 cm de espessura e 1,5- a 2,2 cm de largura.
A semente em forma de ovo tem 3 a 3,4 cm de comprimento, é bastante achatada e pesa cerca de 77,5 mg. A semente é composta pelo corpo em forma de ovo da semente (que contém a planta embrionária), que mede de 1,0 a 1,2 cm de comprimento por 0,9 a 1,1 cm de largura. Um lado, denominado superfície externa, é sem caroço e marrom-escuro, e o outro é marrom-escuro e verrugoso, brilhando levemente. As sementes são separadas no folículo por um robusto separador de sementes marrom-escuro, que tem aproximadamente o mesmo formato das sementes, com uma depressão onde o corpo da semente fica adjacente a ele. O primeiro par de folhas (chamado de cotilédones) produzido pelas mudas é em formato de ovo, verde fosco e mede de 1 a 1,4 cm de comprimento por 1 a 1,5 cm de largura. A aurícula na base da folha do cotilédone é pontiaguda e mede 0,2 cm de comprimento. O hipocótilo é espesso, "peludo" e vermelho. Os cotilédones são lineares ou em forma de lança, com a extremidade mais estreita voltada para a base, com 3,5 a 10 cm de comprimento, margens serrilhadas e um seio em forma de V na ponta. A Banksia serrata é muito parecida com a B. aemula, mas a última pode ser distinguida por um tronco marrom-alaranjado, em vez de acinzentado, e folhas adultas mais estreitas do que 2 cm. As inflorescências da B. serrata são geralmente de cor amarelo-acinzentada mais opaca, têm apresentadores de pólen mais longos, mais fusiformes ou cilíndricos nas pontas das flores não abertas e os folículos são menores.

## Taxonomia
A Banksia serrata foi coletada pela primeira vez em Botany Bay, em 29 de abril de 1770, por Sir Joseph Banks e Daniel Solander, naturalistas do navio britânico HMS Endeavour, durante a primeira viagem do tenente (mais tarde capitão) James Cook ao Oceano Pacífico. Solander cunhou o nome binomial (não publicado) Leucadendrum serratifolium, com Leucadendron serratum também aparecendo sob o desenho final no Florilegium de Banks. A primeira descrição formal da espécie não foi publicada até abril de 1782, quando Carl von Linné descreveu as quatro primeiras espécies de Banksia em sua obra Supplementum Plantarum, comentando que era a espécie mais vistosa do gênero. Como a primeira espécie nomeada do gênero, a Banksia serrata é considerada a espécie-tipo. A Banksia serrata é conhecida como madressilva-vermelha devido à cor de sua madeira. O povo Gadigal, que vivia na região de Sydney antes da chegada dos europeus, chamava a planta de wiriyagan.
O botânico alemão Joseph Gärtner descreveu a Banksia conchifera em 1788 no primeiro volume de sua obra De Fructibus et Seminibus Plantarum. Alex George observou que essa descrição foi tirada do original de Carl von Linné e, portanto, era um nomen illegitimum (nome ilegítimo). Joseph Knight [en] descreveu a Banksia mitis e a Banksia serræfolia em seu livro de 1809 On the cultivation of the plants belonging to the natural order of Proteeae, ambas posteriormente determinadas como B. serrata e, portanto, supérfluas. Em 1830, John Lindley escreveu sobre uma planta cultivada na Inglaterra com folhas curtas e onduladas no The Botanical Register de Edwards, dando-lhe o nome de Banksia undulata “banksia de folhas onduladas”, mas admitindo que poderia ser uma variedade de B. serrata.
De acordo com o arranjo taxonômico de Brown, a B. serrata foi colocada no subgênero Banksia verae, porque a inflorescência é uma espiga de flor típica da Banksia. A Banksia verae foi renomeada como Eubanksia por Stephan Ladislaus Endlicher em 1847 e rebaixada à categoria seccional por Carl Meissner em sua classificação de 1856. Meissner dividiu ainda mais a Eubanksia em quatro séries, colocando a B. serrata na série Quercinae com base em suas folhas dentadas. Quando George Bentham publicou seu arranjo de 1870 na Flora Australiensis [en], ele descartou as séries de Meissner, substituindo-as por quatro seções. A B. serrata foi colocada em Orthostylis, uma seção um tanto heterogênea com 18 espécies.
Em 1891, Carl Ernst Otto Kuntze, em suba obra Revisio Generum Plantarum, rejeitou o nome genérico Banksia L.f., com base no fato de que o nome Banksia havia sido publicado anteriormente em 1776 como Banksia J.R.Forst & G.Forst, referindo-se ao gênero agora conhecido como Pimelea. Kuntze propôs Sirmuellera como alternativa, referindo-se a essa espécie como Sirmuellera serrata. Pela mesma razão, James Britten transferiu a espécie para o gênero Isostylis como Isostylis serrata em 1905. Essas aplicações do princípio da prioridade foram amplamente ignoradas, e Banksia L.f. foi formalmente conservada e Sirmuellera rejeitada em 1940.

### Colocação atual
Alex George publicou um novo arranjo taxonômico de Banksia em sua monografia de 1981 “The genus Banksia L.f. (Proteaceae)”. A Eubanksia de Endlicher tornou-se B. subg. Banksia [en] e foi dividida em três seções. A B. serrata foi colocada na seção B. sect. Banksia [en], e esta foi ainda dividida em nove séries, colocando B. serrata em B. ser. Banksia [en] (anteriormente Orthostylis).
Em 1996, Kevin Thiele [en] e Pauline Ladiges [en] publicaram um novo arranjo para o gênero, depois que análises cladísticas produziram um cladograma significativamente diferente do arranjo de George. O arranjo de Thiele e Ladiges manteve B. serrata na série Banksia, colocando-a em B. subser. Banksia [en] juntamente com B. aemula como seu grupo irmão (unidos por suas folhas incomuns de mudas) e B. ornata como seu parente mais próximo. Esse arranjo permaneceu até 1999, quando George efetivamente reverteu para seu arranjo de 1981 em sua monografia para a série Flora of Australia.
De acordo com o arranjo taxonômico de Banksia de George, a B. serrata é colocada no gênero Banksia, subgênero Banksia [en], seção Banksia [en] e série Banksia [en], juntamente com B. aemula,  B. ornata,  B. baxteri, B. speciosa, B. menziesii,  B. candolleana e  B. sceptrum.
Em 2002, um estudo molecular realizado por Austin Mast [en] mostrou novamente que as três espécies orientais formavam um grupo natural, ou clado, mas estavam apenas distantemente relacionadas a outros membros da série Banksia. Em vez disso, elas formavam um grupo irmão de um grande grupo que incluía as séries Banksia ser. Prostratae [en], Banksia ser. Ochraceae [en], Banksia ser. Tetragonae [en] (incluindo Banksia elderiana),  Banksia lullfitzii e  Banksia baueri.
Em 2005, Mast, Eric Jones e Shawn Havery publicaram os resultados de suas análises cladísticas de dados de sequência de DNA para Banksia. Eles inferiram uma filogenia muito diferente do arranjo taxonômico aceito, incluindo a conclusão de que Banksia é parafilética em relação à Banksia ser. Dryandra [en]. Um novo arranjo taxonômico não foi publicado na época, mas no início de 2007 Mast e Thiele iniciaram um rearranjo transferindo a série Dryandra para a série Banksia e publicando B. subg. Spathulatae [en] para as espécies com cotilédones em forma de colher; dessa forma, eles também redefiniram o autônimo B. subg. Banksia. Eles previram a publicação de um arranjo completo quando a amostragem de DNA da série Dryandra estivesse concluída. Nesse meio tempo, se as alterações nomenclaturais de Mast e Thiele forem consideradas como um arranjo provisório, então a B. serrata é colocada no B. subg. Banksia.

### Variação intraespecífica
A Banksia serrata é uma espécie bastante uniforme, apresentando pouca variação entre diferentes habitats, além de ocorrer ocasionalmente como um arbusto em áreas costeiras. Não há táxons subespecíficos reconhecidos. Em 1896, Richard Thomas Baker [en] encontrou uma touceira de B. serrata em Kelgoola, nos Planaltos Centrais de Nova Gales do Sul, com folhas grandes e pelos nas folhas e nos caules, mais a oeste do que qualquer outra coleção da espécie. Ele a chamou de B. serrata var. hirsuta. Em sua monografia de 1981, George não conseguiu localizar uma coleção que correspondesse ao relato.

## Distribuição e habitat
A Banksia serrata ocorre no continente australiano desde a Península Wilsons, Victoria (39°08′ S), no sul, até Maryborough, Queensland (25°31′ S), no norte. Há também uma grande população em Sisters Creek [en], na Tasmânia, e outra no canto sudoeste da Reserva Natural de Wingaroo [en], na parte norte da Ilha Flinders. O Plano de Conservação da Reserva Natural de Wingaroo (2000) relata que a população compreende cerca de 60 a 80 árvores individuais, a maioria das quais se acredita ser “bastante antiga”. Ele acrescenta que há evidências de regeneração lenta e contínua, que parece estar ocorrendo na ausência de fogo.
Em toda a sua área de distribuição, a B. serrata é encontrada em solos arenosos bem drenados e com baixo teor de nutrientes, e é frequentemente encontrada em solo estabilizado próximo à costa, logo atrás do sistema principal de dunas. Na região de Sydney, ela é encontrada com outras espécies típicas de florestas, incluindo  Corymbia eximia, Corymbia gummifera [en],  Eucalyptus sieberi,  Eucalyptus agglomerata e Eucalyptus piperita [en].
Na região do alto rio Myall [en], a B. serrata cresce em florestas secas de esclerófilos em solos arenosos que se formaram recentemente (no Holoceno) ou em solos rasos sobre substratos diferentes, enquanto seu parente próximo, a B. aemula, cresce em florestas secas urze que ocorrem em areias antigas do Pleistoceno que não foram perturbadas em 125.000 anos. Em comunidades intermediárias, ambas as espécies são encontradas.
A B. serrata é um componente do Eastern Suburbs Banksia Scrub (ESBS), considerado uma comunidade ecológica em perigo. Essa comunidade é encontrada em areias sopradas pelo vento, que são mais jovens do que as charnecas ao norte.

## Ecologia

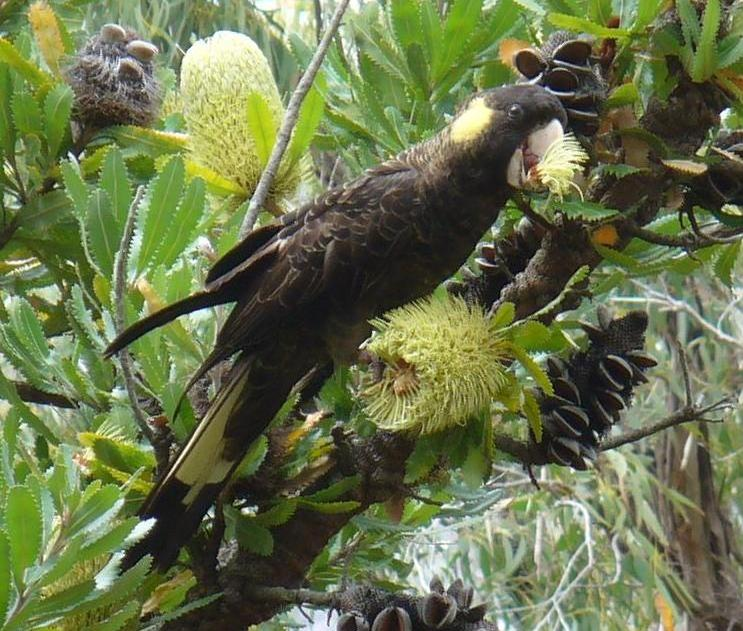
en com as flores.

Essa espécie é uma fonte de alimento para várias espécies de pássaros. Os pássaros que se alimentam néctar que foram observados se alimentando das flores incluem o  papa-mel-sininho (Manorina melanophrys), o papa-mel-barulhento (Manorina melanocephala), o  papa-mel-de-faces-brancas (Phylidonyris nigra), o papa-mel-de-olho-branco [en] (Phylidonyris novaehollandiae), o  papa-mel-de-ferradura (Phylidonyris pyrrhopterus),  papa-mel-de-orelha-branca (Nesoptilotis leucotis),  papa-mel-castanho (Lichmera indistincta),  papa-mel-coroado (Gliciphila melanops),  papa-mel-de-nuca-branca-oriental (Melithreptus lunatus), papa-mel-de-colar-branco [en] (Ptilotula penicillata), papa-mel-de-tufos-amarelos [en] (Lichenostomus melanops),  papa-mel-enfeitado (Acanthorhynchus tenuirostris),  papa-mel-de-barbela-vermelha (Anthochaera carunculata), papa-mel-de-asa-ruiva [en] (Anthochaera chrysoptera), pássaro-monge-barulhento [en] (Philemon corniculatus), drongo-de-lantejoulas [en] (Dicrurus bracteatus) e lóris-molucano (Trichoglossus moluccanus). Os folículos imaturos são consumidos pela  cacatua-negra-de-cauda-amarela (Zanda funerea).
Um estudo de campo realizado em 1988 constatou que a maioria das flores de B. serrata abria à noite e registrou o Antechinus stuartii, o Petaurus breviceps, o Cercartetus nanus e o  Rattus fuscipes como visitantes e polinizadores mamíferos noturnos. Outros mamíferos registrados comendo as flores incluem a Pteropus poliocephalus [en], a  Pteropus scapulatus e Syconycteris australis. A Banksia serrata é uma planta hospedeira para os estágios larvais e adultos do besouro Cyrioides imperialis [en]. As abelhas nativas e as abelhas-europeias visitam as flores.
A Banksia serrata tem uma raiz primária central e poucas raízes laterais. Grupos de raízes proteoides finamente ramificadas de até 15 cm de comprimento surgem de raízes maiores. Essas raízes são particularmente eficientes na absorção de nutrientes de solos pobres em nutrientes, como os solos nativos da Austrália, que são deficientes em fósforo.
A Banksia serrata demonstrou uma suscetibilidade variável à morte causada pelo patógeno Phytophthora cinnamomi, sendo que as plantas em solos mais arenosos apresentam mais resistência do que aquelas em solos mais pesados. As plantas da Península Wilsons eram sensíveis. A resistência das plantas da Ilha Flinders é desconhecida. O tamanho pequeno da plantação a torna vulnerável à erradicação.

### Resposta ao fogo

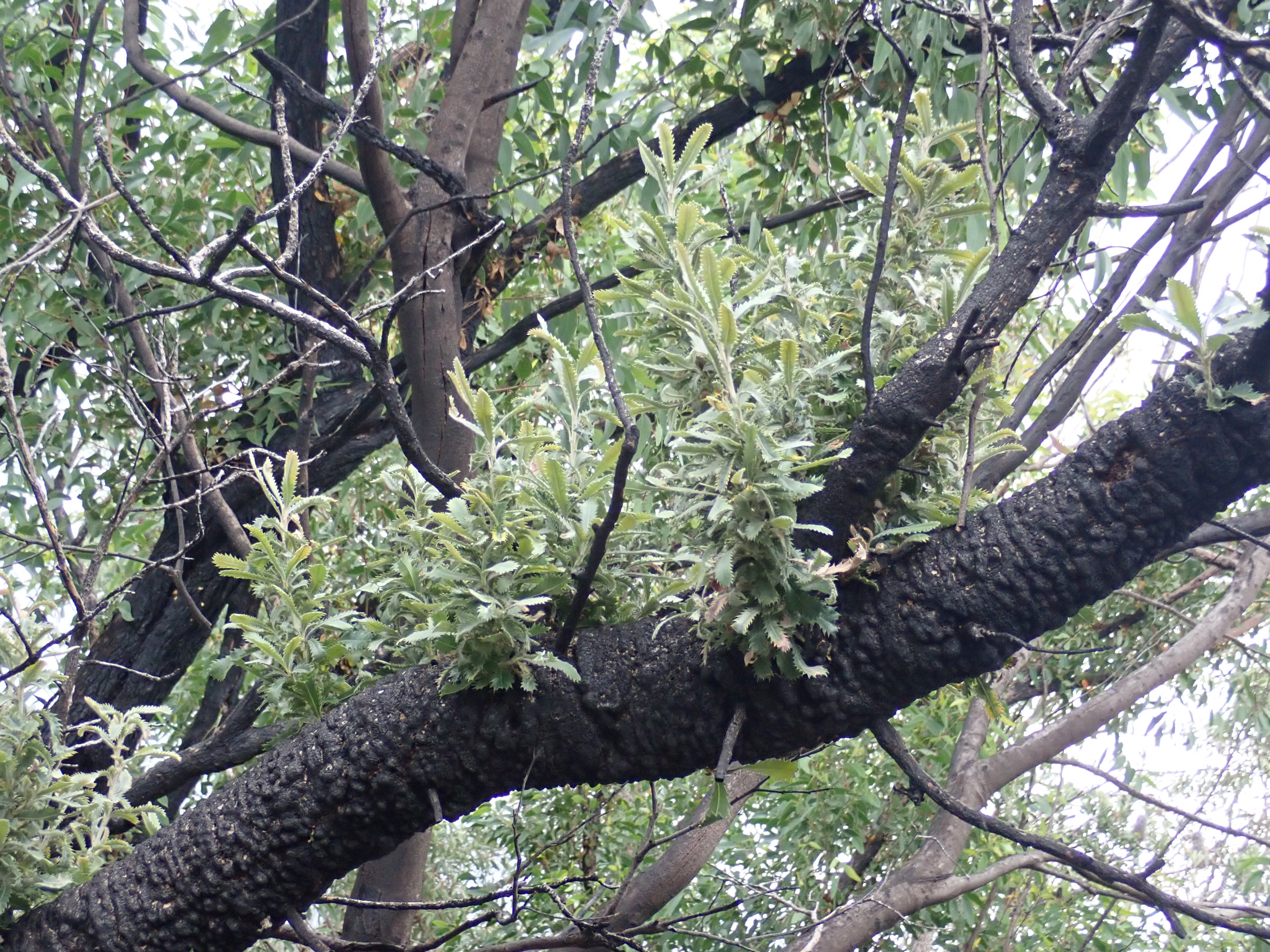
Recrescimento epicórmico após incêndio florestal.

As plantas de Banksia serrata geralmente se tornam tolerantes ao fogo por volta dos cinco a sete anos de idade, pois são capazes de rebrotar posteriormente. O rebrotamento geralmente ocorre a partir de brotos epicórmicos sob a casca grossa se a planta tiver entre 2 e 6 m de altura ou possivelmente a partir da base subterrânea lenhosa conhecida como lignotúber de plantas mais jovens e menores. Há dúvidas sobre a possibilidade de recuperação a partir de um lignotúber, embora isso tenha sido demonstrado em outras espécies de Banksia, como a B. menziesii. O tamanho do caule é um fator crítico; os caules com uma circunferência a altura do peito (CAP) inferior a 1 cm não conseguem resistir a incêndios de baixa intensidade. Uma CAP de caule/tronco de 2 cm é necessária para sobreviver a incêndios de baixa intensidade e de cerca de 5 cm para resistir a um incêndio de alta intensidade.
Assim como outras espécies do gênero, as árvores de B. serrata são naturalmente adaptadas à presença de incêndios florestais regulares e apresentam uma forma de serotinia conhecida como piriscência. O banco de sementes no dossel da planta é liberado após o incêndio florestal. Intervalos entre incêndios de 10 a 15 anos são recomendados para o Eastern Suburbs Banksia Scrub, pois mais tempo leva ao crescimento excessivo da  Gaudium laevigatum, enquanto um intervalo de pelo menos nove anos foi indicado em um estudo no Parque Nacional de Brisbane Water [en]. Intervalos repetidos de cinco anos ou menos resultarão em declínio da população, pois as plantas jovens ainda não são resistentes ao fogo e seu hábito alto as torna especialmente vulneráveis. O banco de sementes é mais produtivo entre 25 e 35 anos após um incêndio anterior, embora as mudas possam ser superadas por mudas de espécies de semeadura obrigatória. Um estudo de campo constatou que as sementes foram dispersas até 4 m da planta-mãe em uma hora por um vento forte.
As sementes também são liberadas espontaneamente na ausência de fogo. O grau em que as árvores de B. serrata apresentam bradisporia parece depender da natureza do local onde crescem. Um estudo registrou plantas em locais costeiros com mais de 30% de seus folículos abertos, em comparação com as plantas do interior que têm menos de 5% de folículos abertos. Os folículos também se abrem quando parte da árvore morre.

## Usos

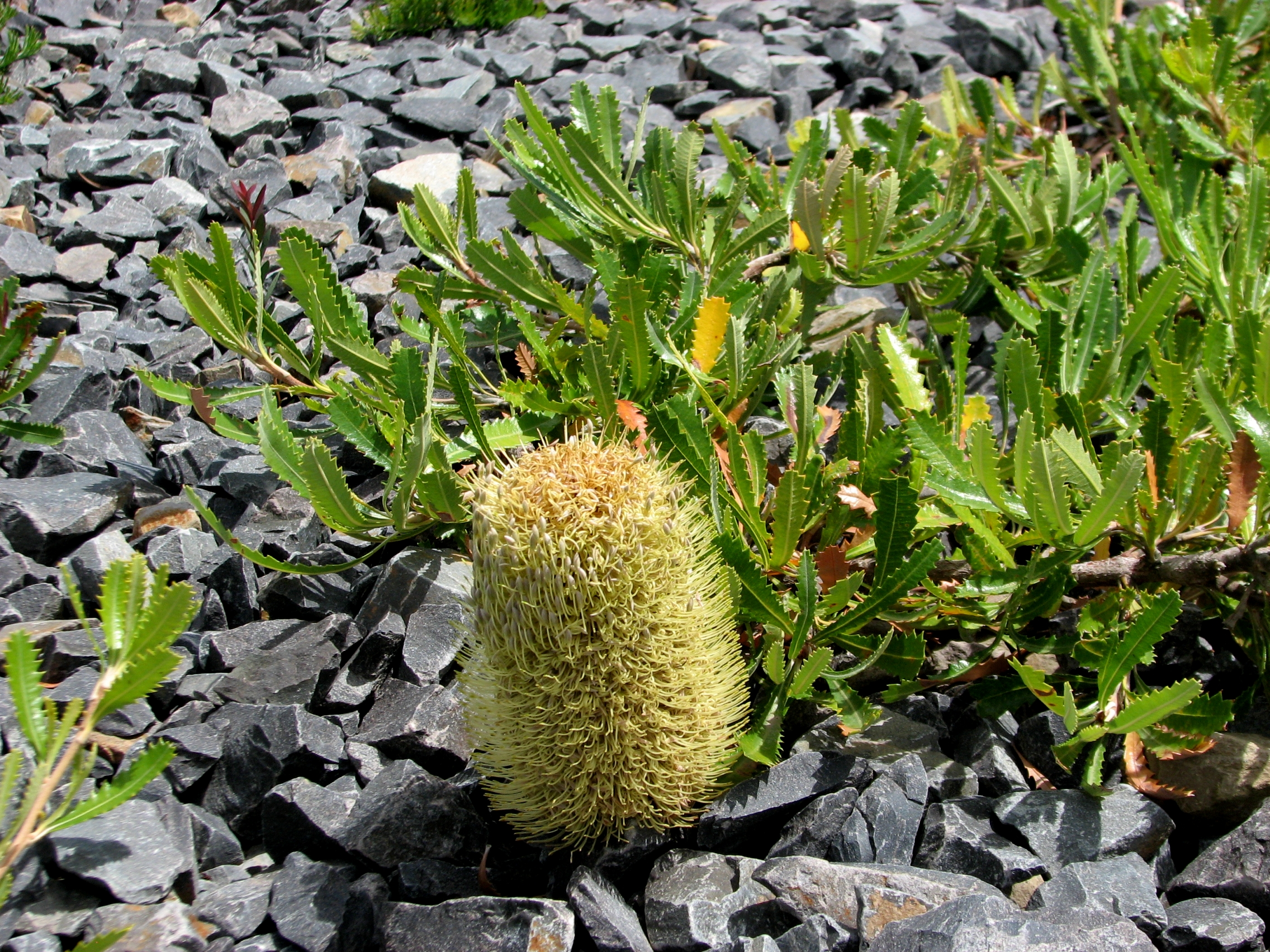
Banksia 'Pygmy Possum no en.

### Uso na horticultura
A casca nodosa e irregular, as folhas com dentes de serra e as espigas amarelo-prateadas nos gomos são características hortícolas da B. serrata. Ela pode ser cultivada facilmente a partir de sementes, coletadas após o aquecimento do “cone”. Uma mistura de sementes estéril e de drenagem livre evita o amortecimento. No cultivo, embora relativamente resistente à morte de P. cinnamomi, ela cresce melhor em um solo bem drenado, de preferência bastante arenoso, com pH de 5,5 a 7,5 e aspecto ensolarado. A rega no verão ajuda no crescimento. A planta pode levar vários anos para florescer, embora as plantas cultivadas a partir de estacas possam florescer em dois anos. A Banksia serrata também é usada em bonsai.

### Uso em construções
De cor rosa-avermelhada, a madeira se assemelha ao carvalho-inglês. Ela tem sido usada na construção de barcos e é forte, durável e com um padrão distinto.

### Cultivares
- Banksia 'Pygmy Possum' - propagada pela primeira vez pelo Austraflora Nursery, essa é uma forma prostrada originária da área de Cabo Green, no extremo litoral sul de Nova Gales do Sul. Plantas semelhantes são vistas em viveiros, chamadas simplesmente de B. serrata (Prostrate), coletadas na mesma área. Essa planta é adequada para jardins ornamentais e pequenos jardins.[47]

- Banksia 'Superman' - seleção de uma população com flores grandes (espigas de até 27 cm de altura) e folhas grandes de Scotts Head [en], na costa norte central de Nova Gales do Sul. Até o momento, não está em cultivo comercial, embora esteja registrada na ACRA.[48]